# 阿利·伯克
阿利·艾伯特·伯克（英語：Arleigh Albert Burke，1901年10月19日—1996年1月1日）乃二战时期著名的美国海军将领，因为在第二次世界大战中提出新的驱逐舰作战战术，并且用该战术确实扭转了夜间海战局面而名声大噪。

## 生平
1943年11月26日，他在聖喬治角海戰中創下擊沉敵艦三艘而己方無損失的紀錄，被美國海軍戰爭學院稱為「幾近完美的海戰」。 
二战结束后参加过朝鲜战争。在艾森豪威尔总统时期和肯尼迪总统时期任海军作战部长。1961年以海军上将的军衔退役。
1996年1月1日，阿利·艾伯特·伯克将军在马里兰州贝塞斯达市国家海军医院逝世，终年94岁；他的遗体被安葬在美国海军学院公墓.
阿利·伯克级驱逐舰首艦阿利·伯克號驅逐艦以他命名。

## 新战术
从萨沃岛海战到塔萨法隆加海战，在夜间海战中，美军多次在擁有多艘重型巡洋舰和驱逐舰的绝对數量优势中被日本仅有驱逐舰的舰队重创，暴露出来了战术呆板的问题：巡洋舰寻求的是用火炮歼敌决战的模式，在夜战中的炮口闪光是日本驱逐舰鱼雷攻击的绝佳瞄准点，而美军自己的驱逐舰被禁锢在了巡洋舰编队中。
战术呆板的问题表现最充分的就是塔萨法隆加海战，美军舰队中有多艘重型巡洋舰和驱逐舰，占据绝对优势，而且是有正确情报支援专程来截击日本仅有驱逐舰的“铁桶运输”舰队，海战结果却是美军巡洋舰北安普敦号被击沉，巡洋舰明尼阿波利斯号、新奥尔良号和彭萨科拉号严重受損。本次海战有一个小细节：卡尔顿·莱特的驱逐舰在雷达上发现田中的舰队和驱逐舰指挥官请求允许进行鱼雷攻击。莱特等了4分钟才允许攻击，使美軍錯失攻击田中舰队的最佳位置。
伯克在布萊克特海峽夜戰中學到時間的價值。雷達員報告發現敵蹤後，伯克花了90秒才下令用魚雷攻擊，錯過了不曝露位置而殲敵的機會；此時美軍巡洋艦也發現敵蹤而開砲。假如此役是日軍設伏，美軍開砲將洩漏軍艦位置，可能使美軍巡洋艦遭到殲滅。
在技术上原因是美军装备的鱼雷故障较多，日本驱逐舰装备的九三式鱼雷口径比美军装备的鱼雷要大，而且使用氧气作为助燃剂（氧气鱼雷）使得射程更远、速度更快，而且尾迹非常不明显，这是故意在黑夜中打开探照燈等着被打黑枪。因而美艦在与日舰的交战中屡屡受挫，導致夜战的主动权一直在日本的水雷戰隊一方。
在1943年1月,阿利·伯克被任命为43驱逐舰上校分队队长；当时值所期间，美海军正经历太平洋战争的艰难岁月。由于盟军的夜间水面战经验和装备不如日军，而且战术呆板，加上優柔寡斷的指揮，因此在海战中屡屡受挫；
5月份，阿利·伯克又调任44驱逐舰中队队长；没多久，他在所罗门海域的护航战斗中受伤；
8月份，阿利·伯克调任第12驱逐舰支队队长。此外, 他还指挥第45驱逐舰中队的两个分队；
10月份，阿利·伯克又从第12驱逐舰支队调离，被任命为第23驱逐舰支队的队长。共辖8艘驱逐舰，都是当时最新的弗萊徹級驅逐艦。伯克在旗舰奥斯本上统帅全队。
在此期间，阿利·伯克看出了问题所在，总结出一套崭新的驱逐舰战术：
当时的鱼雷性能美国不如日本，但是美国驱逐舰已经装备雷达，伯克认为用雷达的优势可以扬长避短。
新战术为了发扬己方的雷达优势，选择夜战，充分利用鱼雷这一杀伤力巨大的武器。他的战术是将编队分成两组，在机动中相互配合，利用暗夜先由第一组根据雷达探测突然袭击敌舰，然后立即又退出战斗，当敌舰精神方定准备还击的时候，第二组又从敌舰没有预料的另一方进行攻击，改变进攻方向，将使敌舰还击鱼雷的解算作业陷于混乱，正在他们手足无措的时候，第一组又回过头来予敌又一次攻击，这连续的三次打击足以使敌舰劫运难逃。但在运动战过程中，必须记住一条要领，绝不使已舰的侧面暴露给敌舰，即绝不让敌舰得到发射鱼雷的有利阵位。
第一次运用新战术的海战是维拉湾海战，在此战中，弗里德里克·穆斯布鲁格海军上校指挥的由丹洛普号、克拉文号、莫里号、朗格号、斯特瑞特号、斯塔克号6艘驱逐舰组成的美国第31.2战斗群，吸取了塔萨法隆加海战的教训，美军火炮一直保持静默，直到发射了鱼雷后各舰主炮才开火，击沉了日本4艘驱逐舰中的3艘，大获全胜。
在这之后的短短的4个月中该分遣队在伯克的领导下参加了22场战斗，取得了击沉击伤日军10艘军舰、1艘潜艇、几艘小型舰艇和大约30架飞机的辉煌战绩。第23驱逐舰支队成为当时美国海军中一颗耀眼的明星，而伯克也成为美国海军最著名的驱逐舰指挥官之一。